# Кино през 2010 година
Това е списък на събития, свързани със киното през 2010 година.

## Събития

### Церемонии по връчване на награди
- 17 януари – 67-ите награди Златен глобус в Бевърли Хилс.
- 21 февруари – 63-тите награди на БАФТА в Лондон.
- 27 февруари – 35-ите награди Сезар в Париж.
- 6 март – 30-ите награди Златна малинка в Холивуд.
- 7 март – 82-рите награди Оскар в Лос Анджелис.
- 28 март – 15-ите награди Емпайър в Лондон.
- 24 юни – 36-ите награди Сатурн в Бърбанк.
- 4 декември – 23-тите Европейски филмови награди в Талин.
- 19 декември – 15-ите награди Сателит в Лос Анджелис.

### Кинофестивали
- 21 – 31 януари – Сънданс 2010 в Парк Сити.
- 11 – 21 февруари – 60-и фестивал Берлинале в Берлин.
- 5 – 14 март – София Филм Фест 2010 в София.
- 12 – 23 май – 63-ти фестивал в Кан.
- 1 – 11 септември – 67-и фестивал в Венеция.
- 9 – 19 септември – 35-и фестивал в Торонто.

## Най-касови филми
| №   | Заглавие                                       | Филмово студио                                 | Приходи        |
| --- | ---------------------------------------------- | ---------------------------------------------- | -------------- |
| 1.  | „Играта на играчките 3“                        | Walt Disney Pictures / Pixar                   | $1 063 171 911 |
| 2.  | „Алиса в Страната на чудесата“                 | Walt Disney Pictures                           | $1 025 467 110 |
| 3.  | „Хари Потър и Даровете на Смъртта: Първа част“ | Warner Bros.                                   | $960 283 305   |
| 4.  | „Генезис“                                      | Warner Bros. / Legendary Pictures              | $825 532 764   |
| 5.  | „Шрек завинаги“                                | DreamWorks Animation                           | $752 600 867   |
| 6.  | „Затъмнение“                                   | Summit Entertainment                           | $698 491 347   |
| 7.  | „Железният човек 2“                            | Marvel Studios                                 | $623 933 331   |
| 8.  | „Рапунцел и разбойникът“                       | Walt Disney Pictures                           | $591 794 936   |
| 9.  | „Аз, проклетникът“                             | Universal Studios / Illumination Entertainment | $543 113 985   |
| 10. | „Как да си дресираш дракон“                    | DreamWorks Animation                           | $494 878 759   |

## Награди
| Категория           | 68-и награди Златен глобус 16 януари 2011 | 68-и награди Златен глобус 16 януари 2011 | 64-ти награди на БАФТА 13 февруари 2011 | 83-ти награди Оскар 27 февруари 2011 |
| Категория           | Драма                                     | Мюзикъл или комедия                       | 64-ти награди на БАФТА 13 февруари 2011 | 83-ти награди Оскар 27 февруари 2011 |
| ------------------- | ----------------------------------------- | ----------------------------------------- | --------------------------------------- | ------------------------------------ |
| Филм                | „Социалната мрежа“                        | „Децата са добре“                         | „Речта на краля“                        | „Речта на краля“                     |
| Актьор              | Колин Фърт „Речта на краля“               | Пол Джиамати „Версията на Барни“          | Колин Фърт „Речта на краля“             | Колин Фърт „Речта на краля“          |
| Актриса             | Натали Портман „Черният лебед“            | Анет Бенинг „Децата са добре“             | Натали Портман „Черният лебед“          | Натали Портман „Черният лебед“       |
| Режисьор            | Дейвид Финчър „Социалната мрежа“          | Дейвид Финчър „Социалната мрежа“          | Дейвид Финчър „Социалната мрежа“        | Том Хупър „Речта на краля“           |
| Поддържащ актьор    | Крисчън Бейл „Боецът“                     | Крисчън Бейл „Боецът“                     | Джефри Ръш „Речта на краля“             | Крисчън Бейл „Боецът“                |
| Поддържаща актриса  | Мелиса Лео „Боецът“                       | Мелиса Лео „Боецът“                       | Хелена Бонам Картър „Речта на краля“    | Мелиса Лео „Боецът“                  |
| Адаптиран сценарий  | „Социалната мрежа“ Арън Соркин            | „Социалната мрежа“ Арън Соркин            | „Социалната мрежа“ Арън Соркин          | „Социалната мрежа“ Арън Соркин       |
| Оригинален сценарий | „Социалната мрежа“ Арън Соркин            | „Социалната мрежа“ Арън Соркин            | „Речта на краля“ Дейвид Сидлър          | „Речта на краля“ Дейвид Сидлър       |
| Чуждестранен филм   | „В един по-добър свят“                    | „В един по-добър свят“                    | „Мъжете, които мразеха жените“          | „В един по-добър свят“               |
| Анимационен филм    | „Играта на играчките 3“                   | „Играта на играчките 3“                   | „Играта на играчките 3“                 | „Играта на играчките 3“              |